# Хорн-Бад-Майнберг
Хорн-Бад-Майнберг (нем. Horn-Bad Meinberg) — город в Германии, в земле Северный Рейн-Вестфалия.
Подчинён административному округу Детмольд. Входит в состав района Липпе.  Население составляет 17 704 человека (на 31 декабря 2010 года). Занимает площадь 90,16 км². Официальный код  —  05 7 66 032.
Город подразделяется на 17 городских районов.

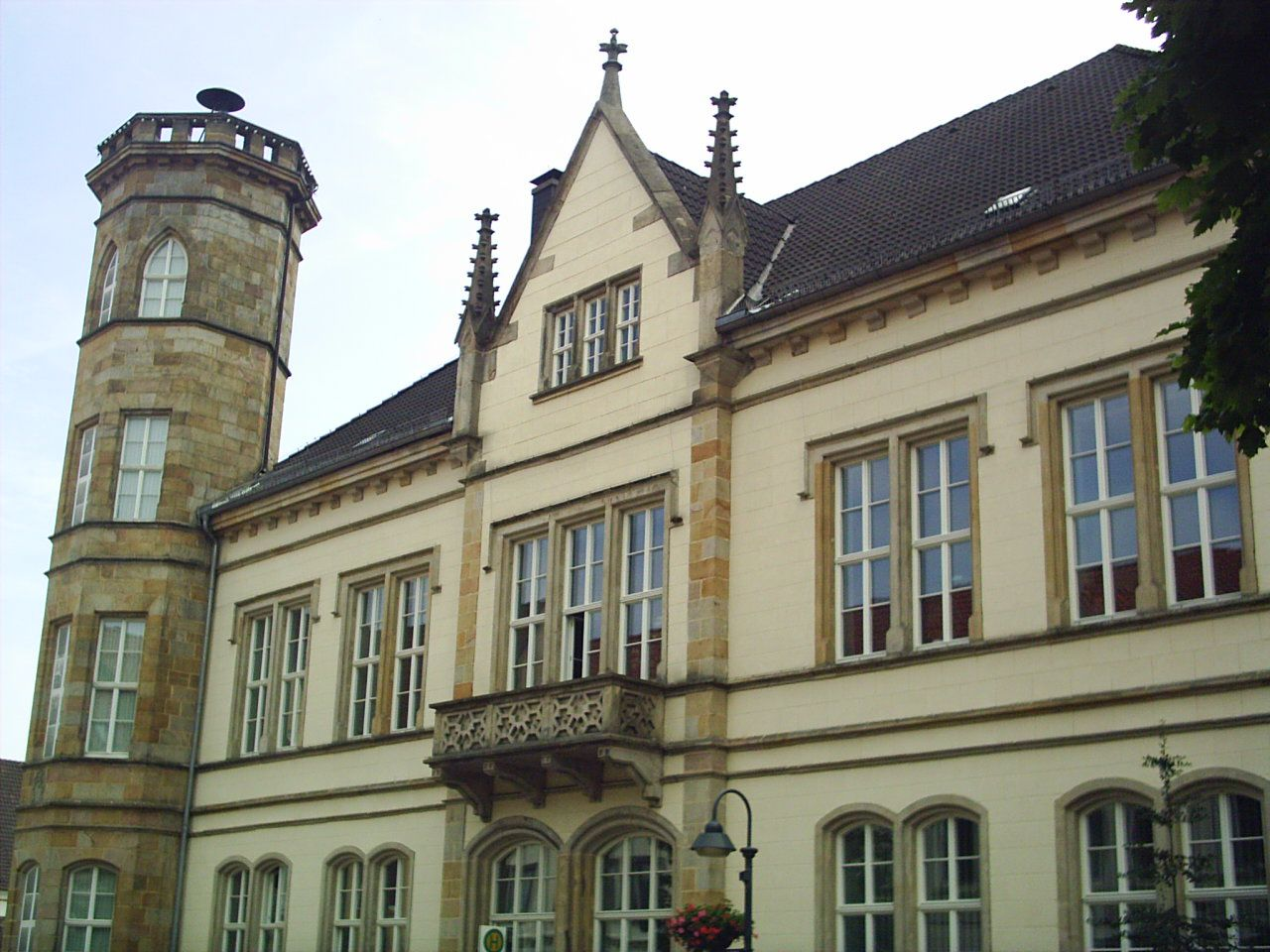
Хорн-Бад-Майнберг

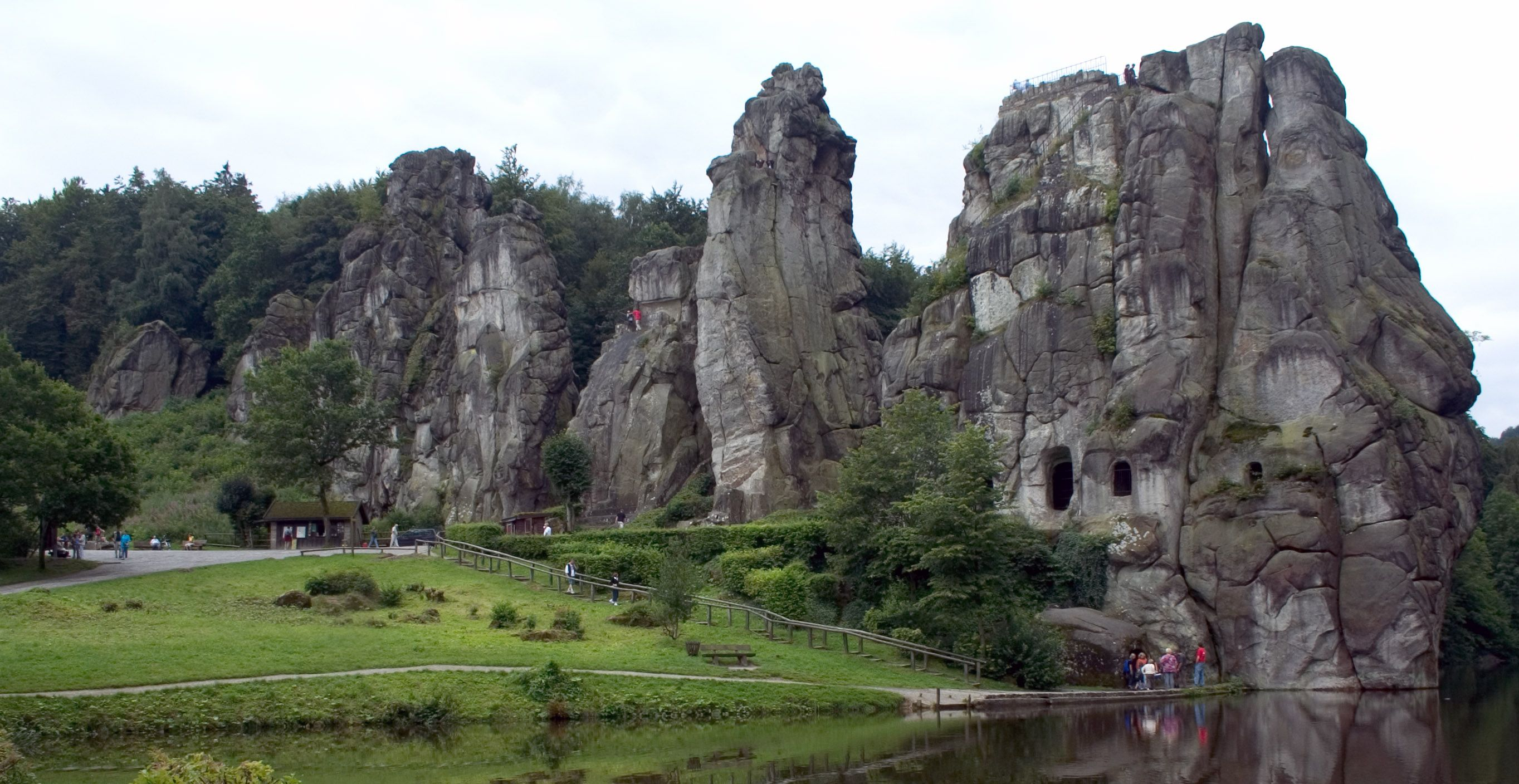
Эксерские камни

## Достопримечательности
- Эксерские камни
- Музей замка Хорн
- Памятник Францу Хаусманну
- Памятник принцессе Паулине